# Orde Baru

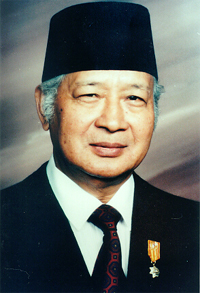
Suharto

Orde Baru, auch Order Baru, „Neue Ordnung“, ist ein vom indonesischen Präsidenten Suharto geprägter Begriff, der seine Politik vom politischen Konzept Nasakom seines Amtsvorgängers Sukarno abgrenzen sollte. Orde Baru wird in der neueren Geschichte Indonesiens als Synonym für Suhartos Regierungszeit von 1966 bis 1998 verwendet, die nach dem Putschversuch von 1965 und dem darauffolgenden Massaker des Militärs von Menschenrechtsverletzungen, aber auch wirtschaftlichem Aufschwung geprägt war.
Auf die Zeit des Orde Baru folgte die Zeit der Reformasi.